# Condado de Palo Pinto
El condado de Palo Pinto es uno de los 254 condados del estado estadounidense de Texas. La sede del condado es Palo Pinto, y su mayor ciudad es Mineral Wells. El condado tiene un área de 2.552 km² (de los cuales 84 km² están cubiertos por agua) y una población de 27.026 habitantes, para una densidad de población de 11 hab/km² (según censo nacional de 2000). Este condado fue fundado en 1856.

## Demografía
Para el censo de 2000, había 27.026 personas, 10.594 cabezas de familia, y 7.447 familias residiendo en el condado. La densidad de población era de 28 habitantes por milla cuadrada.
La composición racial del condado era:
- 88,19% blancos
- 2,32% negros o negros americanos
- 0,67% nativos americanos
- 0,53% asiáticos
- 0,03% isleños
- 6,56% otras razas
- 1,71% de dos o más razas.

Había 10.594 cabezas de familia, de las cuales el 30,40% tenían menores de 18 años viviendo con ellas, el 55,60% eran parejas casadas viviendo juntas, el 10,40% eran mujeres cabeza de familia monoparental (sin cónyuge), y 29,70% no eran familias.
El tamaño promedio de una familia era de 3,02 miembros.
En el condado el 26,00% de la población tenía menos de 18 años, el 8,20% tenía de 18 a 24 años, el 25,90% tenía de 25 a 44, el 23,60% de 45 a 64, y el 16,40% eran mayores de 65 años. La edad promedio era de 38 años. Por cada 100 mujeres había 96,70 hombres. Por cada 100 mujeres mayores de 18 años había 92,30 hombres.

## Economía
Los ingresos medios de una cabeza de familia del condado eran de USD$31.203 y el ingreso medio familiar era de $36.977. Los hombres tenían unos ingresos medios de $28.526 frente a $18.834 de las mujeres. El ingreso per cápita del condado era de $15.454. El 12,30% de las familias y el 15,90% de la población estaban debajo de la línea de pobreza. Del total de gente en esta situación, 20,50% tenían menos de 18 y el 11,80% tenían 65 años o más.